# Бал-Гарбор (Флорида)
Бал-Гарбор (англ. Bal Harbour) — селище (англ. village) в США, в окрузі Маямі-Дейд штату Флорида. Населення — 3093 особи (2020).

## Географія
Бал-Гарбор розташований за координатами 25°53′36″ пн. ш. 80°7′23″ зх. д. / 25.89333° пн. ш. 80.12306° зх. д. (25.893358, -80.123171).  За даними Бюро перепису населення США в 2010 році селище мало площу 1,67 км², з яких 1,00 км² — суходіл та 0,67 км² — водойми.

## Демографія
Згідно з переписом 2010 року, у селищі мешкало 2513 осіб у 1319 домогосподарствах у складі 632 родин. Густота населення становила 1502 особи/км².  Було 2780 помешкань (1662/км²).
Расовий склад населення:
| - 95,0 % — білих - 2,1 % — чорних або афроамериканців - 0,9 % — азіатів - 0,1 % — корінних американців |

До двох чи більше рас належало 1,1 %. Частка іспаномовних становила 28,7 % від усіх жителів.
За віковим діапазоном населення розподілялося таким чином: 15,5 % — особи молодші 18 років, 52,4 % — особи у віці 18—64 років, 32,1 % — особи у віці 65 років та старші. Медіана віку мешканця становила 51,0 року. На 100 осіб жіночої статі у селищі припадало 79,5 чоловіків;  на 100 жінок у віці від 18 років та старших — 75,7 чоловіків також старших 18 років.
Середній дохід на одне домашнє господарство  становив 101 102 долари США (медіана — 48 713), а середній дохід на одну сім'ю — 159 460 доларів (медіана — 82 656). За межею бідності перебувало 14,5 % осіб, у тому числі 2,6 % дітей у віці до 18 років та 21,3 % осіб у віці 65 років та старших.
Цивільне працевлаштоване населення становило 1116 осіб. Основні галузі зайнятості: науковці, спеціалісти, менеджери — 18,5 %, мистецтво, розваги та відпочинок — 14,2 %, освіта, охорона здоров'я та соціальна допомога — 13,5 %.